# Vy från ett luftslott
Vy från ett luftslott är den fjärde singeln från den svenska gruppen Kents album Tillbaka till samtiden. Låten skrevs av Joakim Berg och Martin Sköld och producerades av Kent tillsammans med  Jon "Joshua" Schumann. Vy från ett luftslott släpptes som singel först som gratis digital nedladdning den 15 juni 2008 innan CD-utgåvan följde den 2 juli samma år. Singeln nådde som högst plats 31 på den svenska singellistan. På singeln är det dock den svensk-brittiska remixduon Punks Jump Up som producerat en annan version av låten, Punks Jump Up Remix.

## Låtlista
1. Vy från ett luftslott (Punks Jump Up Remix) - 3:49

## Listplaceringar
| Lista (2008) | Topplacering |
| ------------ | ------------ |
| Sverige      | 31           |